# John McCarten
John McCarten (Filadelfia, 10 de septiembre de 1911-Nueva York, 25 de septiembre de 1974) fue un escritor estadounidense que contribuyó con alrededor de 1000 artículos para The New Yorker, sirviendo como crítico de cine de la revista de 1945 a 1960 y crítico de teatro de Broadway desde 1960 a 1967.

## Biografía
McCarten nació en Filadelfia en una familia irlandesa-estadounidense. Después de servir en la Marina Mercante, comenzó a escribir para American Mercury, Fortune y Time durante la década de 1930.
En 1934, se unió a The New Yorker y comenzó a contribuir con cuentos satíricos y perfiles irreverentes. Se convirtió en el crítico de cine habitual de la revista en 1945, empleando un estilo de escritura que tendía a ser conciso y, a menudo, condescendiente. Se ganó la reputación de ser una especie de némesis de Alfred Hitchcock en particular, cuyas películas McCarten criticaba regularmente. El guion de la película de comedia romántica británica de 1956 The Silken Affair fue una adaptación de una idea de McCarten.
En 1960, McCarten pasó a la crítica teatral, donde no fue menos duro; en una ocasión, el productor teatral David Merrick hizo que McCarten fuera excluido de la noche de estreno de Do Re Mi.
En julio de 1967, McCarten dejó repentinamente la crítica y se mudó a Irlanda. Al año siguiente, presentó el primero de sus «Irish Sketches», una serie de piezas ligeras sobre el arte y la cultura irlandeses que se publicaron en The New Yorker entre el 24 de febrero de 1968 y el 20 de noviembre de 1971.
John McCarten murió de cáncer a la edad de 63 años. Se casó tres veces y tuvo dos hijos. Su obituario en The New Yorker lo recordaba como «un escritor ingenioso, cuya arma más afilada era la burla. Sin embargo, dada la fuerza de las opiniones que pronunciaba en la conversación, uno se maravillaba al observar su relativa gentileza al escribir. Porque, por mucho que pudiera deplorar ciertos defectos humanos, nunca podría soportar herir a quienes los encarnaban. Aprendió a decir la verdad sobre las personas de tal manera que, lejos de sentirse atacadas, se sentían alabadas».